# Parasthetops namibiensis
Parasthetops namibiensis är en skalbaggsart som beskrevs av Perkins 2008. Parasthetops namibiensis ingår i släktet Parasthetops och familjen vattenbrynsbaggar. Inga underarter finns listade i Catalogue of Life.